# '72 Live! in Düsseldorf
'72 Live! in Düsseldorf (también conocido como '72 Live! y como NEU! '72 Live! in Düsseldorf) es un álbum del grupo de krautrock Neu!. Este álbum fue lanzado en 1996 por el sello japonés Captain Trip, que recibió el mismo de Klaus Dinger, sin el permiso de Michael Rother. Debido a esto no es considerado un álbum "oficial" del grupo por muchos fanes y críticos (quienes recibieron al álbum negativamente, en especial por su calidad de sonido).
El álbum consiste en un ensayo en vivo en St. Maria Unter Dem Kreuz, con Eberhard Kranemann en bajo, grabado el 6 de mayo de 1972.

## Lista de temas
1. "6 May '72 Part 1" - 38:55
2. "Silence" - 11:11
3. "6 May '72 - Part 2" - 8:55

## Personal
- Michael Rother - guitarra, voz
- Klaus Dinger - batería, voz
- Eberhard Kranemann - bajo, voz
- Thomas Dinger - ingeniero